# Wijdenes
Wijdenes est un village situé dans la commune néerlandaise de Drechterland, dans la province de la Hollande-Septentrionale. En 2007, le village comptait 1 310 habitants.

## Histoire
Il y a des milliers d'années, une crête de sable a été créée naturellement sur laquelle l'habitation était possible. Sur le côté sud de cette crête de sable se trouvait un chenal de marée qui s'étendait approximativement jusqu'au milieu du village actuel, puis tournait vers l'est. Au fil du temps, des dunes et un mur de plage se sont formés, provoquant l’assèchement complet de la zone située derrière. Comme le fond du chenal de marée était constitué de sable, il coulait moins et montait donc plus haut.
Les premiers habitants qui se sont installés dans la région de Wijdenes, vers 500, étaient des Frisons du nord de l'Allemagne ou du Danemark. À partir de 720, ils faisaient partie de l'Empire franc. La zone était régie par des comtes. Après la christianisation par les nouveaux dirigeants, Wijdenes est devenu un village religieux avec Saint Ludger comme saint patron. Durant cette période, un monastère fut construit pour l'Ordre du Carmel. Le terrain où il se trouvait autrefois s'appelle encore aujourd'hui le Cloosterweide.
Selon une légende populaire, Wijdenes doit son nom à un Scandinave, Roelof van Wienesse, qui y construisit un château et y vécut d'environ 820 à 890. Selon le même conte populaire, les vestiges de ce château servirent de fondation au château fort que le comte Florent V fit construire à la fin du XIIIe siècle pour réprimer les Frisons occidentaux.
À partir de la fin du Xe siècle, les Frisons occidentaux devinrent de plus en plus indépendants et finirent par refuser de reconnaître l'autorité du comte. Cette liberté était une constante épine dans le pied de la maison des comtes hollandais. Après une tentative ratée en 1272, le comte Florent V (1256-1296) réussit à vaincre le peuple indiscipliné. Cela a commencé par une attaque en 1282, au cours de laquelle les troupes du comte débarquèrent avec une flotte à Wijdenes et Schellinkhout, via la Zuiderzee, pour y mener une bataille acharnée, au cours de laquelle les Frisons occidentaux furent vaincus.
Par la suite, Florent V marcha vers Hoogwoud où il retrouva le corps de son père Guillaume II, décédé près de cette ville en 1256. Après cette victoire finale, Florent V fit construire à Wijdenes un château fort dont l'emplacement exact est encore inconnu. On suppose que ce château de Wijdenes (nl) se trouve probablement quelque part dans la zone en dehors de la digue, dans l'actuelle Markermeer. Ceci est plausible car une nouvelle digue a été construite en 1434, laissant environ 60 hectares de terrain en dehors de la protection de cette dernière protection.
Pour garder les Frisons occidentaux sous contrôle, Florent V, en plus du château de Wijdenes, a également construit le château de Radboud à Medemblik, ainsi que les châteaux de Nieuwburg et Middelburg près d'Alkmaar et de Nuwendoorn près de Krabbendam.
L'éducation était assurée par le sacristain. En 1442, Claes Jan Claesz Zadelmaker fut nommé à ces fonctions. En 1500, il y avait environ 100 maisons à Wijdenes.
De 1913 à 1935, Wijdenes possédait un arrêt sur la ligne de tramway Hoorn - Bovenkarspel-Grootebroek.
Wijdenes a été une commune indépendante jusqu'au 1er août 1970. La commune est alors supprimée et rattachée à Venhuizen.

## Sources
- (nl) Cet article est partiellement ou en totalité issu de l’article de Wikipédia en néerlandais intitulé « Wijdenes » (voir la liste des auteurs).